# Гостиље
Гостиље је насеље у Србији у општини Чајетина у Златиборском округу. Према попису из 2022. било је 160 становника.
Гостиље је родно мјесто Димитрија Туцовића, једног од зачетника социјализма у Југославији. Поред његове родне куће, посебну туристичку атракцију представља водопад на Гостиљском потоку, висок 20 m, један од најљепших у Србији. Поднебље у Гостиљу је веома погодно за гајење стоке, бављење воћарством и скупљање љековитог биља. Гостиље је једно од златиборских села која су сасвим сачињена од досељених породица.

## Демографија
У насељу Гостиље живи 299 пунолетних становника, а просечна старост становништва износи 52,6 година (50,1 код мушкараца и 54,7 код жена). У насељу има 140 домаћинстава, а просечан број чланова по домаћинству је 2,46.
Ово насеље је великим делом насељено Србима (према попису из 2002. године), а у последња три пописа, примећен је пад у броју становника.
|  |

| Демографија | Демографија | Демографија |
| Година      | Становника  | Становника  |
| ----------- | ----------- | ----------- |
| 1948.       | 1.286       |             |
| 1953.       | 1.294       |             |
| 1961.       | 1.140       |             |
| 1971.       | 837         |             |
| 1981.       | 627         |             |
| 1991.       | 480         | 478         |
| 2002.       | 344         | 347         |

| Етнички састав према попису из 2002.‍ | Етнички састав према попису из 2002.‍ | Етнички састав према попису из 2002.‍ | Етнички састав према попису из 2002.‍ | Етнички састав према попису из 2002.‍ |
| ------------------------------------ | ------------------------------------ | ------------------------------------ | ------------------------------------ | ------------------------------------ |
|                                      |                                      |                                      |                                      |                                      |
| Срби                                 | Срби                                 |                                      | 343                                  | 99,70%                               |
| Црногорци                            | Црногорци                            |                                      | 1                                    | 0,29%                                |
| непознато                            | непознато                            |                                      | 0                                    | 0,0%                                 |

| Година пописа     | 1948. | 1953. | 1961. | 1971. | 1981. | 1991. | 2002. |
| ----------------- | ----- | ----- | ----- | ----- | ----- | ----- | ----- |
| Број домаћинстава | 208   | 217   | 223   | 200   | 194   | 165   | 140   |

| Број чланова      | 1  | 2  | 3  | 4  | 5 | 6 | 7 | 8 | 9 | 10 и више | Просек |
| ----------------- | -- | -- | -- | -- | - | - | - | - | - | --------- | ------ |
| Број домаћинстава | 45 | 54 | 14 | 11 | 3 | 6 | 4 | 2 | 0 | 1         | 2,46   |

| Пол    | Укупно | Неожењен/Неудата | Ожењен/Удата | Удовац/Удовица | Разведен/Разведена | Непознато |
| ------ | ------ | ---------------- | ------------ | -------------- | ------------------ | --------- |
| Мушки  | 139    | 28               | 99           | 8              | 4                  | 0         |
| Женски | 165    | 22               | 100          | 41             | 2                  | 0         |
| УКУПНО | 304    | 50               | 199          | 49             | 6                  | 0         |

| Пол    | Укупно                    | Пољопривреда, лов и шумарство | Рибарство                            | Вађење руде и камена | Прерађивачка индустрија       |
| ------ | ------------------------- | ----------------------------- | ------------------------------------ | -------------------- | ----------------------------- |
| Мушки  | 68                        | 46                            | 4                                    | 0                    | 3                             |
| Женски | 44                        | 35                            | 0                                    | 0                    | 0                             |
| УКУПНО | 112                       | 81                            | 4                                    | 0                    | 3                             |
| Пол    | Производња и снабдевање   | Грађевинарство                | Трговина                             | Хотели и ресторани   | Саобраћај, складиштење и везе |
| Мушки  | 0                         | 3                             | 8                                    | 1                    | 0                             |
| Женски | 0                         | 0                             | 1                                    | 4                    | 0                             |
| УКУПНО | 0                         | 3                             | 9                                    | 5                    | 0                             |
| Пол    | Финансијско посредовање   | Некретнине                    | Државна управа и одбрана             | Образовање           | Здравствени и социјални рад   |
| Мушки  | 0                         | 0                             | 2                                    | 1                    | 0                             |
| Женски | 0                         | 0                             | 0                                    | 1                    | 3                             |
| УКУПНО | 0                         | 0                             | 2                                    | 2                    | 3                             |
| Пол    | Остале услужне активности | Приватна домаћинства          | Екстериторијалне организације и тела | Непознато            | Непознато                     |
| Мушки  | 0                         | 0                             | 0                                    | 0                    | 0                             |
| Женски | 0                         | 0                             | 0                                    | 0                    | 0                             |
| УКУПНО | 0                         | 0                             | 0                                    | 0                    | 0                             |